# Gerhard Ludwig Müller
Gerhard Ludwig Müller (Finthen, 31 dicembre 1947) è un cardinale, arcivescovo cattolico e teologo tedesco, dal 1º luglio 2017 prefetto emerito della Congregazione per la dottrina della fede.

## Biografia
Nasce a Finthen, un sobborgo di Magonza, il 31 dicembre 1947.

### Formazione e ministero sacerdotale
Dopo essersi diplomato al liceo vescovile Willigis di Magonza, studia filosofia e teologia a Magonza, Monaco di Baviera e Friburgo in Brisgovia. Nel 1977 consegue il dottorato in teologia sotto la guida di Karl Lehmann con una tesi sul teologo protestante Dietrich Bonhoeffer.
È ordinato presbitero per la diocesi di Magonza l'11 febbraio 1978, subito dopo il suo trentesimo compleanno, dal cardinale Hermann Volk. Dopo l'ordinazione, presta servizio come viceparroco in tre diverse parrocchie.
Nel 1986 è chiamato alla cattedra di teologia dogmatica dell'Università Ludwig Maximilian di Monaco, dov'è ancora professore onorario.

### Ministero episcopale e cardinalato

#### Vescovo di Ratisbona
Il 1º ottobre 2002 papa Giovanni Paolo II lo nomina vescovo di Ratisbona; riceve la consacrazione episcopale il 24 novembre 2002 dal cardinale Friedrich Wetter come consacrante principale e come co-consacranti il cardinale Karl Lehmann, il vescovo Vinzenz Guggenberger e il vescovo emerito di Ratisbona Manfred Müller. Sceglie il motto episcopale Dominus Iesus (Romani 10,9).
All'interno della Conferenza episcopale tedesca è presidente della Commissione ecumenica, vicepresidente della Commissione per la Fede e membro della Commissione della Chiesa nel mondo. È anche vicepresidente dell'Associazione delle Chiese Cristiane in Germania e primo presidente della Società per la Promozione dell'Istituto della Chiese orientali di Ratisbona.
Come amico personale di papa Benedetto XVI viene incaricato della preparazione dell'edizione della sua opera omnia: una serie di volumi che raccoglieranno tutti gli scritti del Pontefice.
Mantiene una lunga e intensa amicizia con Gustavo Gutiérrez, il padre della teologia della liberazione sudamericana.
È autore di più di 400 pubblicazioni scientifiche su teologia dogmatica, ecumenismo, novissimi, ermeneutica, sacerdozio e diaconato. La sua opera più importante è Katholische Dogmatik. Für Studium und Praxis der Theologie ("Dogmatica cattolica. Per lo studio e la prassi della teologia").
Il 20 dicembre 2007 è nominato per un altro quinquennio membro della Congregazione per la dottrina della fede e il 17 gennaio 2009 diventa anche consultore del Pontificio consiglio della cultura. In Germania ha una reputazione di difensore dell'ortodossia cattolica. Il 12 giugno 2012 è nominato membro della Congregazione per l'Educazione Cattolica con un mandato rinnovabile di cinque anni. Lo stesso giorno è nominato anche membro del Pontificio consiglio per la promozione dell'unità dei cristiani.

#### Prefetto della Congregazione per la dottrina della fede
Il 2 luglio 2012 è nominato prefetto della Congregazione per la dottrina della fede da papa Benedetto XVI. Allo stesso tempo riceve il titolo personale di arcivescovo. Come prefetto della Congregazione per la dottrina della fede ex officio è presidente della Pontificia commissione biblica, della Commissione teologica internazionale e della Pontificia commissione "Ecclesia Dei". Succede al cardinale William Joseph Levada, che era stato nominato nel maggio del 2005 dall'allora neoeletto Benedetto XVI.
Papa Francesco lo crea cardinale diacono di Sant'Agnese in Agone nel concistoro del 22 febbraio 2014, prende possesso della sua diaconia il successivo 14 settembre.
Il 1º luglio 2017, allo scadere del lustro da prefetto della Congregazione per la dottrina della fede, papa Francesco nomina suo successore il segretario della Congregazione stessa, l'arcivescovo Luis Francisco Ladaria Ferrer, S.I. Si ritira così in Germania, declinando le proposte di altri incarichi.
Il 21 giugno 2021 è nominato membro del Supremo tribunale della Segnatura apostolica.
Il 1º luglio 2024 opta per l'ordine presbiterale, mantenendo la sua diaconia elevata pro hac vice a titolo cardinalizio.
Il 7 e 8 maggio 2025 ha partecipato come cardinale elettore al conclave che ha portato all'elezione di papa Leone XIV.

## Posizioni su temi dottrinali

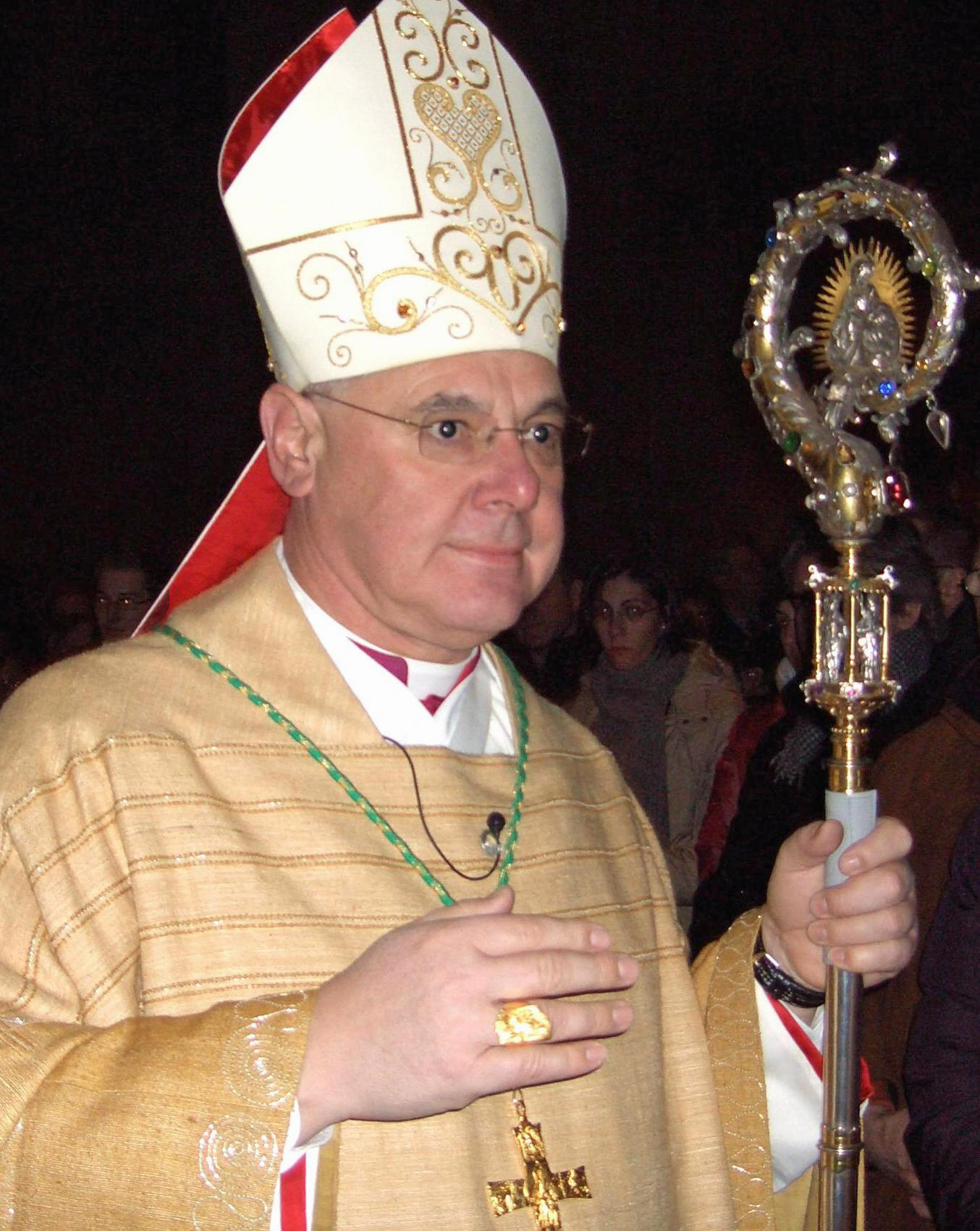
Mons. Gerhard Ludwig Müller, vescovo di Ratisbona, celebra la Messa di Natale nel 2006

### Celibato ecclesiastico
Entrò nel dibattito sorto in seguito ai controversi commenti dall'arcivescovo di Friburgo in Brisgovia Robert Zollitsch che sosteneva che il celibato ecclesiastico è un dono, ma non fosse teologicamente necessario e che tuttavia sarebbe una "rivoluzione" se la tradizione del celibato fosse abbandonata dalla Chiesa latina. Müller dichiarò: "Il Concilio Vaticano II ha sancito chiaramente nell'articolo 16 del Decreto sul ministero e la vita sacerdotale quali siano i requisiti decisivi".

### Eucaristia
Nel 2002 pubblicò il libro Die Messe - Quelle des christlichen Lebens ("La Messa - Fonte della vita cristiana", St. Ulrich Verlag, Augsburg). Nel libro scrive: "In realtà, il Corpo e il Sangue di Cristo non significano i componenti materiali della persona umana di Gesù durante la sua vita o nella sua corporalità trasfigurata. Qui, il Corpo e il Sangue di Cristo significano la presenza di Cristo nei segni dei mezzi del pane e del vino."

### Teologia della liberazione
A proposito del pensiero di Gustavo Gutiérrez (iniziatore della teologia della liberazione), di cui fu allievo, ha dichiarato: "La teologia di Gustavo Gutiérrez, a prescindere da come la si consideri, è ortodossa perché è ortopratica e ci insegna il corretto modo di agire in modo cristiano, poiché deriva dalla fede autentica." È importante notare che le posizioni di Gutiérrez non sono mai state censurate dalla Santa Sede, sebbene gli sia stato chiesto di modificare alcune sue proposizioni.

### Mariologia
Nella sua opera di 900 pagine Katholische Dogmatik. Für Studium und Praxis der Theologie ("Dogmatica cattolica. Per lo studio e la prassi della teologia", Freiburg. 5ª edizione, 2003), ha dichiarato che la dottrina della Perpetua verginità di Maria non è "tanto relativa alle specifiche proprietà fisiologiche durante l'atto naturale del parto [...], ma piuttosto alla guarigione e all'azione salvatrice della grazia del Salvatore verso la natura umana."
Nel 2013, ancora prefetto della Congregazione della Dottrina della Fede inviò una lettera al nunzio apostolico a Washington Carlo Maria Viganò nella quale chiedeva di intervenire contro l'iniziativa di alcuni vescovi statunitensi di organizzare nelle proprie diocesi cicli di conferenze sulle apparizioni di Medjugorje.

### Indissolubilità della famiglia ed Eucaristia ai divorziati
Coautore del libro Permanere nella verità di Cristo. Matrimonio e comunione nella Chiesa cattolica, uscito in stampa in Italia nel mese di Ottobre 2014, viene ribadito sia il divieto assoluto di amministrare la comunione ai divorziati risposati con rito civile o di altra religione, sia l'indissolubilità da parte di qualsiasi autorità umana (civile o religiosa) del matrimonio rato e consumato tra battezzati, in essere e vivente fino alla loro morte. Entrambi vengono considerati un'unica pratica contraria all'insegnamento di Gesù nel Nuovo Testamento e alla dottrina della Chiesa antica.

Viene anche riscontrato un fraintendimento della misericordia di Dio nei confronti del peccato umano, mai separabile dalle qualità di santità e giustizia divine: "le esigenze dei peccatori, oggi divenute norma sociale, non hanno e non avranno mai la forza di mutare i principi divini e della Chiesa, Sposa di Cristo".
Nel libro intervista La speranza della famiglia, uscito a poche settimane di distanza, ha ricordato che "Recenti indagini svolte tra i nostri giovani hanno confermato il fascino dell’ideale di fedeltà tra un uomo e una donna, fondato sull’ordine della Creazione. Anche se affermano di “credere” nel divorzio, la maggior parte tra loro aspira a una relazione fedele e costante, corrispondente alla sua natura spirituale e morale”", concludendo che il matrimonio indissolubile "possiede un valore antropologico di primaria grandezza: sottrae la persona all’arbitrio e alla tirannia dei sentimenti e degli stati d’animo; li aiuta ad affrontare le difficoltà personali e a superare le esperienze dolorose; soprattutto protegge i figli. [...] Nella sua essenza, esso è dedizione e impegno. Nell’amore coniugale, due persone si dicono l’un l’altra, in modo cosciente e volontario: sei così importante per me, sei così unico/a per me, che voglio stare solamente con te e per sempre!”".

### Omofobia e omosessualità
Ritiene l'omofobia "un'invenzione, uno strumento del dominio totalitario sulla mente" e "un inganno che serve per minacciare la gente" sebbene in molti paesi l'omosessualità rimanga un tabù perseguitato penalmente.
Ha anche dichiarato che: "Non esistono gli “omosessuali” come categoria. Ci sono persone concrete che hanno alcune tendenze, e ci sono le tentazioni".

### Condizione delle Chiese ortodosse e delle comunità protestanti
In un discorso dell'ottobre del 2011 ha detto che "il Magistero cattolico è lontano dal negare un carattere ecclesiale o un'esistenza ecclesiale alle Chiese separate e alle comunità ecclesiali dell'Occidente".
Nel libro Permanere nella verità di Cristo, edito insieme ad altri cardinali e a quattro studiosi cattolici, sono presentate argomentazioni teologiche a favore della secolare resistenza della Chiesa Cattolica alla pratica bizantina e ortodossa dell’oikonomia, la possibilità di sposarsi in seconde nozze -con il primo coniuge ancora in vita- dopo un periodo preparatorio di penitenza. Tale pratica fu introdotta nell'XI secolo dagli imperatori bizantini per motivi politici, non di carattere divino".

### Messa tridentina
Nel gennaio 2023 ha dichiarato in merito al motu proprio Traditionis custodes: «La stretta di papa Francesco sulla messa in latino è stata un’imprudenza. Al Pontefice suggerisco di essere maggiormente attento a tutte le sensibilità dentro la Chiesa, anche quelle più lontane dalle sue.[...] Non è stato prudente insistere con intransigenza nel disciplinare i cosiddetti tradizionalisti». Secondo Müller «sarebbe bastato mantenere il motu proprio del 2007 di papa Benedetto, che era più prudente perché teneva dentro tutto il panorama ecclesiale».

## Pubblicazioni
- (a cura di) Joseph Ratzinger. Gesammelte Schriften. (18 voll.) Freiburg i. Br. 2008 ff.
- Katholische Dogmatik. Für Studium und Praxis der Theologie. 7ª edizione 2007 (tradotto anche in spagnolo, italiano, ungherese e cinese).
- (a cura di) Der Glaube ist einfach. Aspekte der Theologie Papst Benedikts XVI. Regensburg 2007.
- Jesus ist der Herr – Predigten und Ansprachen. 2007, ISBN 3-7954-2063-6.
- Gott und seine Geschichte. Ein Gespräch über die Bibel. Freiburg 2005.
- Die Messe: Quelle christlichen Lebens. Regensburg, ISBN 3-929246-90-2.
- Vom Vater gesandt. Impulse einer inkarnatorischen Christologie für Gottesfrage und Menschenbild. Regensburg 2005, ISBN 978-3-7917-1957-3.
- Gustavo Gutiérrez, Gerhard Ludwig Müller, An der Seite der Armen: Theologie der Befreiung ("Dalla parte dei poveri: teologia della liberazione"), Augsburg, Sankt-Ulrich-Verlag, 2004, ISBN 3936484406
- John Henry Newman begegnen. Regensburg 2000, ISBN 3-929246-54-6.
- Bonhoeffers Theologie der Sakramente. Frankfurt 1979.

## Genealogia episcopale e successione apostolica
La genealogia episcopale è:
- Cardinale Scipione Rebiba
- Cardinale Giulio Antonio Santori
- Cardinale Girolamo Bernerio, O.P.
- Arcivescovo Galeazzo Sanvitale
- Cardinale Ludovico Ludovisi
- Cardinale Luigi Caetani
- Cardinale Ulderico Carpegna
- Cardinale Paluzzo Paluzzi Altieri degli Albertoni
- Papa Benedetto XIII
- Papa Benedetto XIV
- Papa Clemente XIII
- Cardinale Bernardino Giraud
- Cardinale Alessandro Mattei
- Cardinale Pietro Francesco Galleffi
- Cardinale Giacomo Filippo Fransoni
- Cardinale Antonio Saverio De Luca
- Arcivescovo Gregor Leonhard Andreas von Scherr, O.S.B.
- Arcivescovo Friedrich von Schreiber
- Arcivescovo Franz Joseph von Stein
- Arcivescovo Joseph von Schork
- Vescovo Ferdinand von Schlör
- Arcivescovo Johann Jakob von Hauck
- Arcivescovo Joseph Otto Kolb
- Vescovo Ludwig Sebastian
- Cardinale Joseph Wendel
- Vescovo Isidor Markus Emanuel
- Cardinale Friedrich Wetter
- Cardinale Gerhard Ludwig Müller

La successione apostolica è:
- Vescovo Reinhard Pappenberger (2007)
- Vescovo Steven Joseph Lopes (2016)

## Onorificenze
Inoltre è dottore honoris causa dell'Università Cattolica di Lublino, dell'Università Cardinale Stefan Wyszyński di Varsavia, della Pontificia Università Cattolica del Perù. Dal 2011 è cittadino onorario della baraccopoli Lomas de Carabayllo, che si trova a nord di Lima.